# Seitokai no ichizon
Seitokai no ichizon (生徒会の一存? lett. "Il potere discrezionale del consiglio studentesco") è una serie di light novel scritta da Aoi Sekina e illustrata Kira Inugami. La serie è iniziata con la prubblicazione del primo volume il 19 gennaio 2008, edito dalla Fujimi Shobō per l'etichetta Fujimi Fantasia Bunko. Originariamente la serie era intitolata Hekiyou gakuen seitokai gijiroku (碧陽学園生徒会議事録? lett. "Il verbale del consiglio studentesco dell'Accademia Hekiyou"), ma fu successivamente intitolata con il sottotitolo del primo volume "Seitokai no Ichizon" (生徒会の一存?). Alla serie si fa anche riferimento con il titolo Seitokai Series (生徒会シリーズ?). Da essa sono stati tratti un manga nel 2009 e due serie anime nel 2009 e nel 2012.

## Trama
I membri del consiglio studentesco dell'Accademia Hekiyou di Hokkaidō vengono selezionati attraverso un concorso di popolarità. Come risultato di questa selezione, i membri del consiglio sono generalmente un gruppo di bellissime ragazze. L'unico membro maschio del consiglio è Ken Sugisaki, che è riuscito ad entrare nel consiglio in quanto studente con i voti più alti nell'intero istituto, e che è il vicepresidente del consiglio.

## Personaggi

### Consiglio studentesco
Ken Sugisaki (杉崎 鍵?, Sugisaki Ken)
Doppiato da: Takashi Kondō
Ken è uno studente del 2º anno e vicepresidente del consiglio studentesco. È entrato nel consiglio studentesco come miglior studente della scuola, poiché grazie al particolare regolamento della scuola lo studente con i voti più alti ha la facoltà di entrare nel consiglio studentesco. Ken ha dovuto impegnarsi duramente per diventare il miglior studente della scuola, dato che quando si è iscritto era nella fascia più bassa dei voti. Viene chiamato da Chizuru "Key-kun" perché il suo nome Ken (鍵?) può essere letto anche come Kagi (鍵?) cioè chiave. Adora giocare ai giochi eroge e ai bishojo, e cerca di far diventare il consiglio studentesco il suo harem personale. Apparentemente sembra pigro e spensierato, ma in realtà è un ragazzo molto laborioso, infatti rimane sempre dopo la fine delle riunioni nell'aula del consiglio per finire il lavoro rimasto in modo tale che le ragazze possano divertirsi anche il giorno dopo. Ken dimostra spesso di avere anche un lato serio preoccupandosi per coloro che lo circondano. Per Ken il consiglio studentesco rappresenta il suo sogno dove convivono sia i suoi obbiettivi che la sua felicita.
Durante le scuole medie è stato vittima di bullismo da parte dei suoi compagni ed è stato spesso isolato dagli altri. Ken aveva già incontrato le ragazze del consiglio un anno prima ognuna in una stagione diversa. Ognuna di loro ha cambiato la sua vita e facendolo diventare la persona che è ora. È proprio grazie a questi incontri che si è impegnato per entrare nel consiglio studentesco e ripagare le quattro ragazze rendendole felici.
Kurimu Sakurano (桜野 くりむ?, Sakurano Kurimu)
Doppiata da: Mariko Honda
Kurimu è una studentessa del 3º anno, e presidentessa del consiglio studentesco. Ha un gran debole per i dolci e viene chiamata da Chizuru Aka-chan (アカちゃん?) per via dei suoi capelli rossi, ma il suo soprannome può voler dire anche bambina. Questo è spesso usato come scherzo contro di lei nella serie per via del suo aspetto infantile, nonostante sia del terzo anno. Tuttavia non le dà fastidio il fatto di essere trattata come una bambina da Chizuru. Kurimu è ben voluta dagli altri studenti.
Kurimu e Ken si sono incontrati in primavera quando lei era vicepresidente del consiglio studentesco, Ken l'aiutò portando alcuni scatoloni e le chiese cosa poteva fare per diventare una persona migliore e lei gli rispose di cominciare a giocare ai dating sim poiché il personaggio principale rende tutte le ragazze felici. Il loro incontro ha dato a Ken un obbiettivo e gli ha insegnato a guardare al futuro. Come la stagione che rappresenta, lei è sempre la prima a suggerire qualcosa ed ha sempre un grande quadro generale delle cose. Ha un ego smisurato sostenendo di essere la miglior presidentessa del mondo e definendosi una divinità. Ha di sé un'immagine molto arrogante dicendo che è alta 170 cm e che ha un grande seno e che in realtà sono i vestiti che la fanno sembrare più piccola. Nonostante l'età non è una ragazza molto matura. Con il proseguire della storia sviluppa dei sentimenti per Ken.
Chizuru Akaba (紅葉 知弦?, Akaba Chizuru)
Doppiata da: Yuka Saitō
Minatsu Shiina (椎名 深夏?, Shiina Minatsu)
Doppiata da: Misuzu Togashi
Mafuyu Shiina (椎名 真冬?, Shiina Mafuyu)
Doppiata da: Yuki Horinaka
Satori Magiru (真儀瑠 紗鳥?, Magiru Satori)
Doppiata da: Mami Kosuge

### Studenti
Lilicia Toudou (藤堂リリシア?, Tōdō Ririshia)
Doppiata da: Mamiko Noto
Meguru Uchuu (宇宙 巡?, Uchū Meguru)
Doppiata da: Ryōko Shintani
Mamoru Uchuu (宇宙 守?, Uchū Mamoru)
Doppiato da: Yūdai Satō
Yoshiki Nakameguro (中目黒 善樹?, Nakameguro Yoshiki)
Doppiato da: Kazutomi Yamamoto

### Altri personaggi
Elise Toudou (藤堂 エリス?, Tōdō Erisu)
Doppiata da: Ai Shimizu
Echo of Death (残響死滅?, Ekō obu Desu)
Doppiata da: Takahiro Sakurai
Ringo Sugisaki (杉崎 林檎?, Sugisaki Ringo)
Doppiata da: Madoka Yonezawa
Asuka Matsubara (松原 飛鳥?, Matsubara Asuka)

## Manga
Un adattamento manga di 10º ha iniziato a essere serializzato sulla rivista Dragon Age Pure della Fujimi Shobō il 20 agosto 2008. Un adattamento manga realizzato da Sorahiko Mizushima ha iniziato ad essere serializzato sulla rivista Comptiq della Kadokawa Shoten il 9 maggio 2009.

## Anime

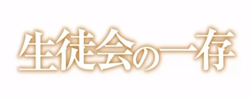
Logo della serie

Una serie televisiva anime prodotta dallo Studio Deen e diretta da Takuya Satō è iniziata in Giappone il 2 ottobre 2009 ed è andata avanti per dodici episodi sino al 19 dicembre 2009.
Una seconda stagione dell'anime, intitolata Seitokai no Ichizon: Shin Anime (Kari) (生徒会の一存 新アニメ (仮)?) è stata annunciata a marzo 2011. La serie è prodotta dall'AIC che prende il posto dello Studio Deen. Il primo episodio è stato trasmesso in anteprima su Nico Nico Douga nell'ottobre 2012.

### Episodi anime

#### Seitokai no ichizon
| Nº | Giapponese 「Kanji」 - Rōmaji                   | In onda          | In onda |
| Nº | Giapponese 「Kanji」 - Rōmaji                   | Giapponese       |         |
| 1  | 「駄弁る生徒会」 - Da ben ru Seitokai           | 2 ottobre 2009   |         |
| 2  | 「勉強うる生徒会」 - Benkyōsuru Seitokai        | 9 ottobre 2009   |         |
| 3  | 「取材れる生徒会」 - Shuzaireru Seitokai        | 16 ottobre 2009  |         |
| 4  | 「創作する生徒会」 - Sōsakusuru Seitokai        | 23 ottobre 2009  |         |
| 5  | 「休憩する生徒会」 - Kyūkeisuru Seitokai        | 30 ottobre 2009  |         |
| 6  | 「差し差し伸べる生徒会」 - Sashinoberu Seitokai | 6 novembre 2009  |         |
| 7  | 「踏み出す生徒会」 - Fumidasu Seitokai          | 13 novembre 2009 |         |
| 8  | 「嫉妬する生徒会」 - Shittosuru Seitokai        | 20 novembre 2009 |         |
| 9  | 「私の生徒会」 - Watashi no Seitokai            | 27 novembre 2009 |         |
| 10 | 「片付ける生徒会」 - Katatsukeru Seitokai       | 4 dicembre 2009  |         |
| 11 | 「欠ける生徒会」 - Kakeru Seitokai              | 11 dicembre 2009 |         |
| 12 | 「生徒会の一存」 - Seitokai no Ichizon          | 18 dicembre 2009 |         |

#### Seitokai no Ichizon LV2
| Nº | Giapponese 「Kanji」 - Rōmaji                  | In onda          | In onda |
| Nº | Giapponese 「Kanji」 - Rōmaji                  | Giapponese       |         |
| 0  | 「すぎさきメモリアル」 - Sugisaki MEMORIARU    | 13 ottobre 2012  |         |
| 1  | 「テコいれする生徒会」 - TEKO Iresuru Seitokai | 20 ottobre 2012  |         |
| 2  | 「疑う生徒会」 - Utagau Seitokai               | 27 ottobre 2012  |         |
| 3  | 「就職する生徒会」 - Shuushoku Suru Seitokai   | 3 novembre 2012  |         |
| 4  | 「回収する生徒会」 - Kaishuu Suru Seitokai     | 10 novembre 2012 |         |
| 5  | 「聖戦」 - Seisen                              | 17 novembre 2012 |         |
| 6  | 「歓迎する生徒会」 - Kangei Suru Seitokai      | 24 novembre 2012 |         |
| 7  | 「Sサイズハンター」 - S SAIZUHANTAA            | 1º dicembre 2012 |         |
| 8  | 「追いかける生徒会」 - Oi Kakeru Seitokai      | 8 dicembre 2012  |         |
| 9  | 「終わらない生徒会」 - Owaranai Seitokai       | 15 dicembre 2012 |         |